# علی جواد
علی جواد (عربی: علي جواد؛ زادهٔ ۱ ژانویهٔ ۱۹۸۵) بازیکن فوتبال اهل عراق بود.
وی همچنین در تیم ملی فوتبال عراق بازی کرده‌است.